# Biblioteka Mediči Laurencijana
Biblioteka Mediči Laurencijana (lat. Biblioteca Medicea Laurenziana) u Firenci je poznata po tome što je u njoj uskladišteno preko 11.000 drevnih rukopisa i 4.500 ranih štampanih knjiga. Sagrađena u okviru samostana u Medičijevoj bazilici pod pokroviteljskvom Klementa VII, pape iz porodice Mediči, Biblioteka je trebalo da svima pokaže kako porodica Mediči više nisu bili samo trgovci, nego i pripadnici tadašnje inteligencije. Sadrži rukopise i knjige iz privatne zbirke Medičijevih. Biblioteka je poznata po svom arhitektonskom stilu, a sagradio ju je Mikelanđelo Buonaroti. Smatra se jednim od primera manirizma.

## Značaj porodice Mediči i nastanak biblioteke
Kozimo de Mediči (Còsimo di Giovanni degli Mèdici) je vladao bez ikakve titule trideset godina. Osnovao je Platonovu akademiju i tako je omogućio da se Firenca pretvori u najveći centar intelektualnog i umetničkog života u Italiji. U svojoj palati u Firenci, Kozimo je formirao privatnu zbirku koja je njegovim naslednicima postala jedna od najvažnijih renesansnih biblioteka u Evropi - Biblioteca Medicea Privata. Kulturnu politiku je posebno nastavio njegov unuk Lorenco, zvani Lorenco Veličanstveni. U njegovo vreme biblioteka je bila omiljeno mesto za okupljanje humanista. Najmlađi Lorencov sin Djovani (Giovanni di Bicci de' Medici), preneće kasnije tu biblioteku u Rim, ali nakon njegove smrti kardinal Đulijano je biblioteku vratio u Firencu. U želji da trajno reši pitanje njenog smeštaja, Đulijano de Mediči se obratio Mikelanđelu Buonarotiju sa željom da u klaustru bazilike "Sv.Lorenca" sagradi za nju posebne prostorije. Na podizanju i ukrštavanju ove biblioteke radili su najbolji majstori i umetnici tog vremena, među kojima je Đorđo Vazari koji je po Mikelanđelovim nacrtima izradio čuveno stubište kojim se ulazi u glavnu prostoriju biblioteke. Biblioteka je otvorena za javnost 1571. godine a raspolagala je sa oko 3,000 vrlo vrednih rukopisa. Kasnije ova biblioteka je nazvana Biblioteca Medicea Laurenziana.

## Predvorje
Predvorje ili ulazni hol biblioteke Laurencijane čine rukopisi koje je sakupio Kozimo stariji uz pomoć nekih najpoznatijih humanista tih vremena. Glavna karakteristika predvorja je njegova vertikalnost: zidovi su podeljeni u tri sekcije koje su dekorisane duplim kolonama i uokvirenim pilastrima koji su zašiljeni ka dole u neuobičajenom stilu. Stepenište, koje je originalno zamišljeno od Mikelanđela, je realizovano od Bartolomea Amanatija . Njegova trojna struktura, uključujući centralno stepenište sa stepenicama elipsastog oblika, je veoma jedinstvena. Mikelanđelo je imao zamisao da predvorje bude tamni uvod ka svetloj sobi za čitanje. Ostalo je nedovršeno do kraja 20.veka kada je fasada konačno završena sa serijama blindiranih prozora. Plafon je bio prekriven tkaninom koja prikazuje motive koji imitiraju urezan drveni plafon sobe za čitanje.

## Čitaonica
Soba za čitanje, koja se za razliku od predvorja razvija horizontalno, sadrži dve serije drvenih klupa, takozvani plutei, koji su funkcionisali kao stalci za čitanje kao i police za knjige. Kolekcija koja je ovde čuvana bila je jedinstvena po svojoj psihološkoj i umetničkoj vrednosti. Rukopisi i štampane knjige su bili položeni horizontalno na stalcima za čitanje i bile su raspoređene po temi ( astronomija, filozofija, istorija, gramatika, poezija, geografija). Centar čitaonice odjekuje ukrasnim i simboličkim dizajnima koji se nalaze na plafonu i asociraju na porodicu Mediči.

## Kanoni manastira
Glavni manastir koji pripada bazilici San Lorenco, datira do poslednje faze 15. veka gde je usledila obnova kompleksa koju je poručila porodica Mediči. Bazilika je posvećena velikomučeniku Lorensu i osnovana je u antici. U uglu, na samom kraju svakog manastira, postoje stepenice ka gornjem spratu i ka biblioteci Laurencijani. Kroz manastir sa leve strane stepeništa, nalazi se ulaz u krptu koja sadrži grobnicu Kozima de Medičija starijeg i vajara Donatela .

## Literatura
- Istorija i estetika knjige 2. Dragutin Furunović.
- Medicean-Laurentian Library. Encyclopædia Britannica. 2007.

## Spoljašnje veze
- Zvanična internet stranica (in English)Pristupljeno 13.04.2017.
- Great Buildings on-line: Biblioteka Mediči Laurencijana
- Fotografije biblioteke i vestibule, sa komentarima
- Arhitektura Mikelandjela

43° 46′ 28″ С; 11° 15′ 12″ И / 43.774521° С; 11.253374° И